# Palazzo Farnese (Placência)
O Palazzo Farnese é um dos mais importantes monumentos da cidade de Placência. Situado na Piazza Cittadella, hospeda os Musei Civici (Museus Cívicos) da cidade, assim como o Arquivo de Estado.
A distribuição das exposições presentes é a seguinte:
- Piso térreo: Museu das Carruagens e Museu Arqueológico;
- Mezzanino: Museu do Risorgimento;
- Piso elevado: Escultura, Secção Medieval, Armaria, Esplendores de Alessandro Farnese, Duque de Parma e Piacenza, e do Papa Paulo III;
- Primeiro andar: Esplendores de Isabel, Pinacoteca e Capela Ducal;
- Segundo andar: Arquivo de Estado.

## História

### Localização e plano inicial

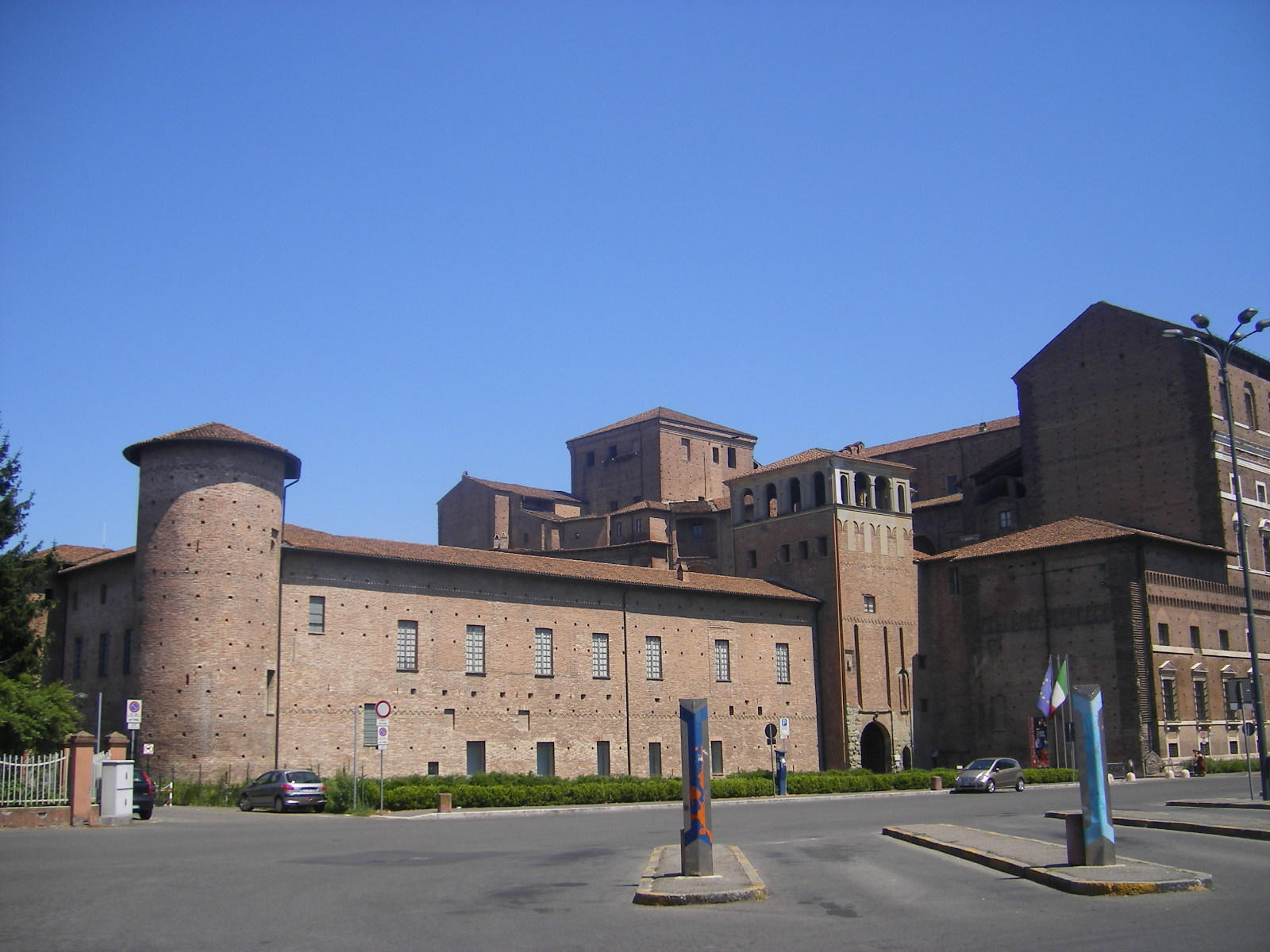
Aspeto da cidadela viscontea, atualmente parte traseira do Palazzo Farnese.

Na actual Piazza Cittadella, zona norte da cidade a um passo das muralhas e do Rio Po, já existia, desde 1352, uma fortaleza mandada construir por Galeazzo II Visconti, Duque de Milão e, na época, senhor da cidade. A localização não era casual: essa permitia controlar a povoação mas, em caso de necessidade, possibilitava um fácil acesso à Lombardia – e, deste modo, à capital viscontea, Milão - através do vizinho rio.
Em 1545, o Papa Paulo III, membro da família Farnese, destacou as cidades de Placência e Parma dos Estados da Igreja – dos quais faziam, então, parte – para erigi-los em ducado autónomo (precisamente o Ducado de Parma e Piacenza) sob o comando do filho Pierluigi Farnese. Este escolheu Placência para sua residência e foi obrigado a viver na cidadela viscontea, único exemplo de fortaleza militar da cidade: achando-a, porém, antiquada e inadequada para responder às exigências bélicas do seu tempo, deitou mão à sua transformação em poderosa fortaleza. A localização do palácio era, de facto, óptima e por razões opostas às dos Visconti: para aqueles, a fortaleza era a última defesa antes de se retirarem para as leais terras lombardas; para os Farnese, este era a porta de entrada do ducado em caso de invasão da parte dos poderosos espanhóis, instalados no Ducado de Milão (os quais, por outro lado, viam Parma e Placência como parte do Ducado de Milão, e portanto suas).
O duque chamou tanto Michelangelo como Antonio da Sangallo o jovem a elaborar numa série de projetos para mudar o rosto do palácio. Tais projetos tiveram uma execução inicial mas rapidamente foram postos de lado devido à conspiração que causou a morte violenta de Pierluigi, conspiração urdida pelos nobre de Placência e apoiada pelo governador espanhol de Milão, Ferrante Gonzaga, o qual, não por acaso, ocupou a cidade em nome do Imperador Carlos V.

### Projeto e desevolvimento

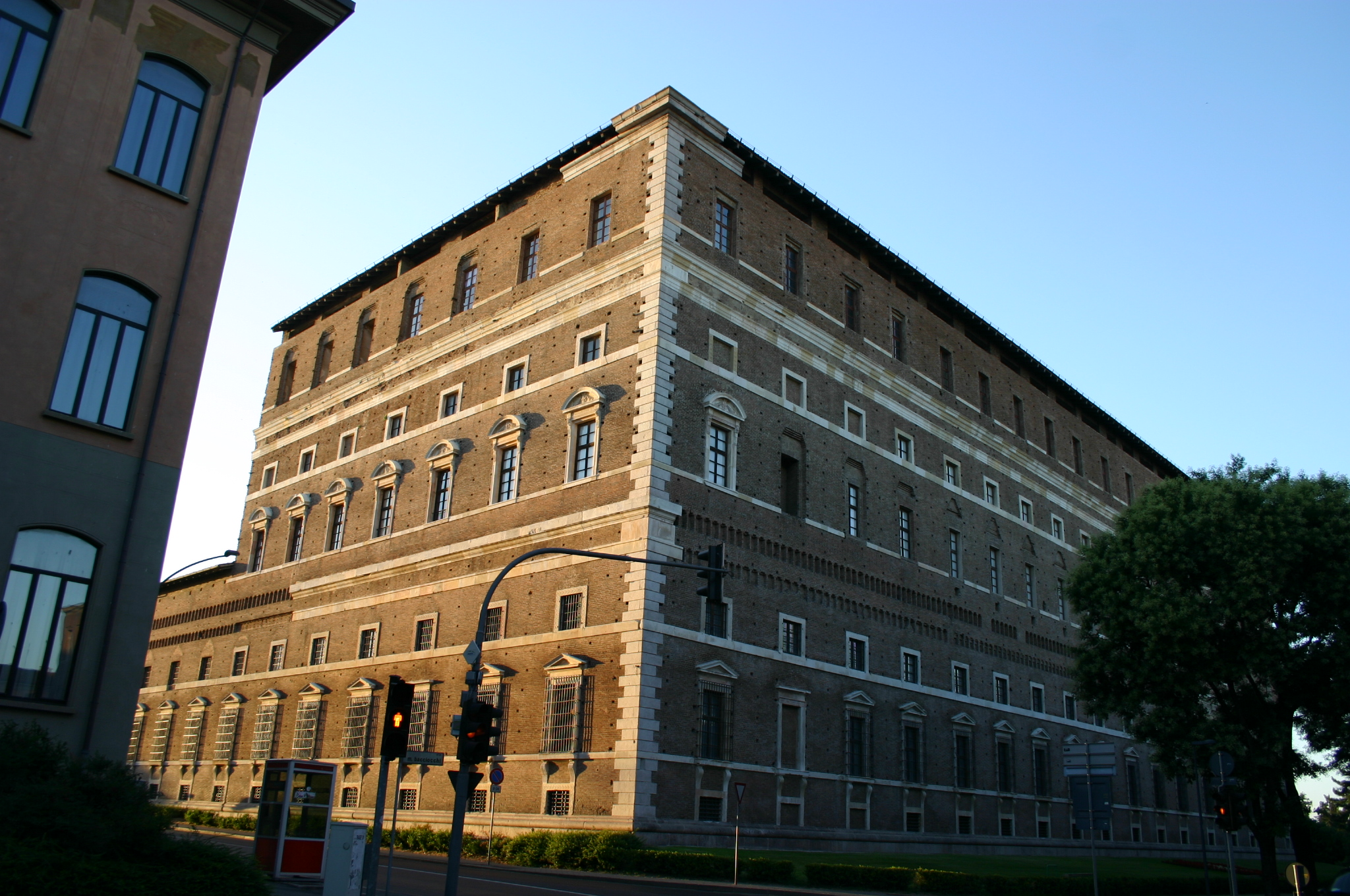
Aspeto da fachada do Palazzo Farnese.

O filho de Pierluigi, Ottavio Farnese, conseguiu manter o título ducal e, com uma notável dose de paciência e habilidade, tornou-se num dos mais confiáveis aliados do imperador. Deste modo, fez com que lhe restituíssem Placência e obteve a mão de Margarida da Áustria, filha natural de Carlos V passada à história com o sobrenome de "Madama" (dela toma nome o Palazzo Madama em Roma, sede do Senado da República).

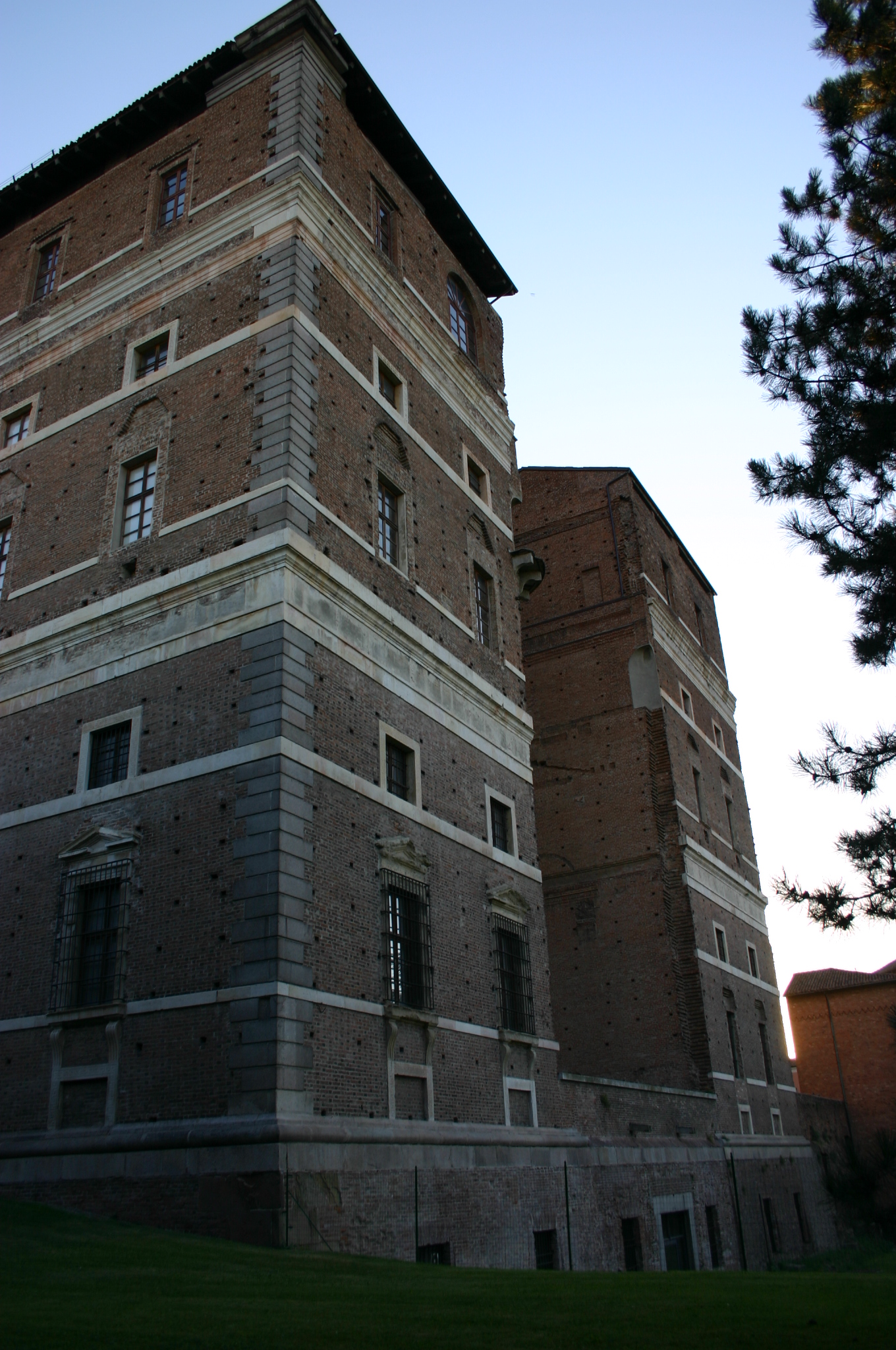
A fachada incompleta do Palazzo Farnese.

As alianças nas quais estava envolvido o novo duque exigiram, certamente, uma mudança de percurso: por um lado privilegiou Parma como capital (é bom confiar, mas com precaução...); por outro, tornava-se inútil a construção dum aparato militar imponente (a aliança com o Império garantia soldados em abundância). A consolidação do estatuto de soberanos independentes e o parentesco com a Família Imperial, porém, obrigavam os Farnese a fazer exibição do fausto exigido à sua posição hierárquica, e desta exigência nasceu a ideia de retomar o desejo de Pierluigi, embora construindo, desta vez, não uma fortaleza mas um esplêndido palácio de representação. Por outro lado, é preciso ter em conta que a nova duquesa amava Placência, tanto que decidiu ser sepultada nesta cidade. Um primeiro projeto foi encomendado, em 1558, ao urbinense Francesco Paciotto, mas o projeto original remonta aos anos 1560-1564 e deve-se a Vignola. Os trabalhos duraram até 1602 e foram interrompidos pela mudança de situação do pequeno ducado: de facto, naqueles cinquenta anos, os Farnese passaram de parentes de Papas e genros de Imperadores a peões menores da política imperial na Itália. Adaptaram-se ao novo curso renunciando aos sonhos de glória e refugiando-se no luxo e no ócio do seu pequeno Estado. Aquele palácio de Placência, ainda a meio do projeto original, já era mais que suficiente para as exigências ducais e, portanto, a sua extensão passou de provisória a definitiva.
Através de modificações ocorridas no decorrer dos séculos XVI e XVII, procurou adaptar-se o palácio a segunda corte dum pequeno ducado, e assim torná-lo um pouco menos imponente e um pouco mais íntimo, embora sem renunciar a igualar a busca de fausto das outras famílias principescas da região, como por exemplo os Gonzaga, em Mântua, ou os Este, em Modena. De facto, durante o século XVII providenciaram-se contínuas melhorias nas salas, nas decorações e nos mobiliários. Prova disso são:
- o Apartamento Estucado (1586-1589), ou do Duque;
- a Capela Ducal (1595-1598);
- o Apartamento Dourado (1675), ou da Duquesa;
- os Fasti Farnesiani (finais do século XVI – meados do século XVIII).

### Saque e abandono

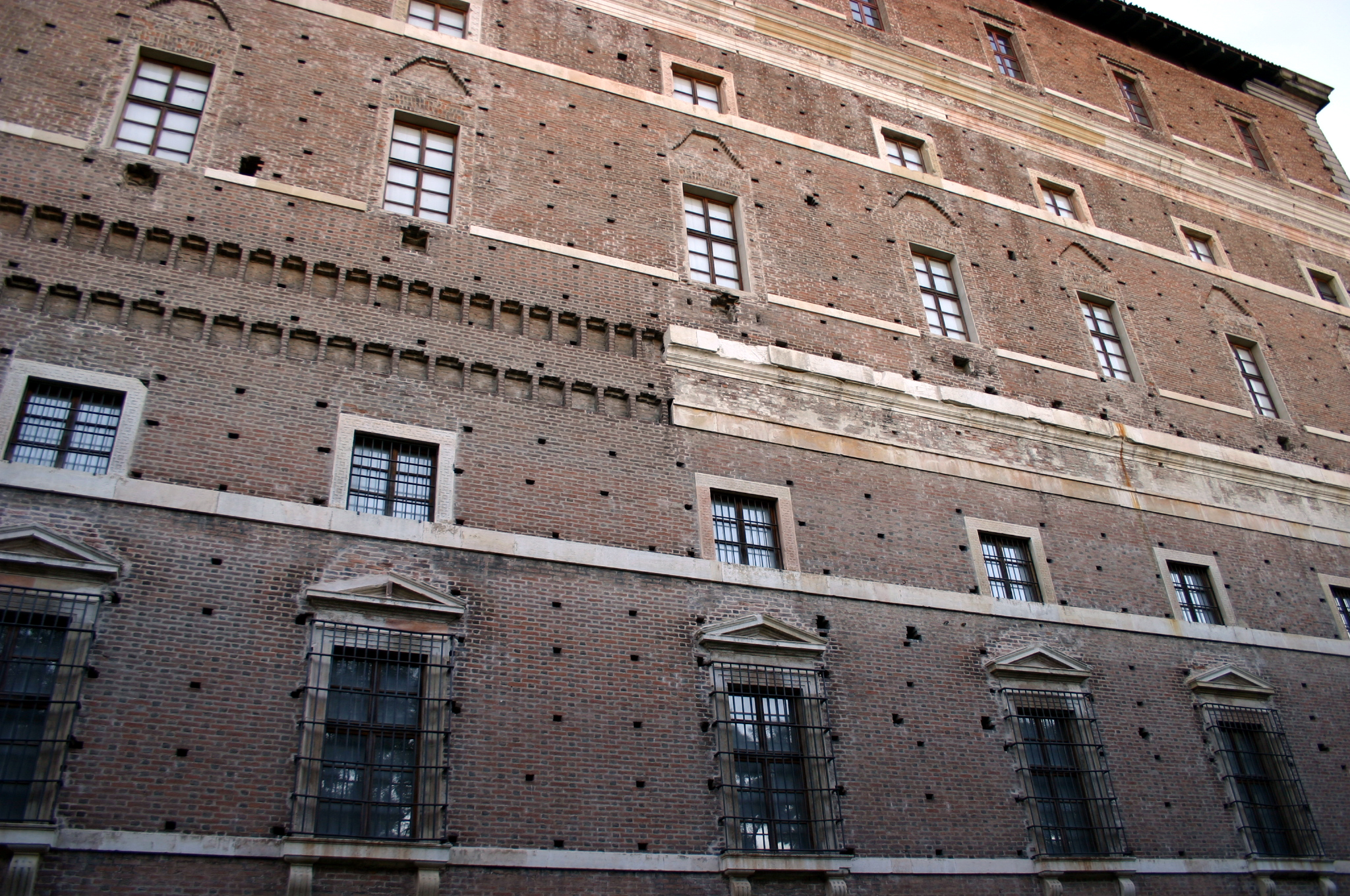
Detalhe da fachada do Palazzo farnese.

Os três últimos duques eram irmãos: Odoardo II, Francesco e
Antonio. Destes, só Odoardo II teve prole: uma filha, Isabel, que veio a casar com Filipe V de Bourbon, Rei de Espanha (era o segundo matrimónio do monarca).
Em 1731, com a morte do último duque, Antonio, a linha masculina dos Farnese extinguiu-se: os direitos sucessórios ao ducado passaram para o filho mais velho de Isabel e Filipe, o Rei Carlos III de Espanha. Nomeado duque, tomou imediatamente posse do seu estado mas, pela ocorrência da Guerra da Sucessão Polaca, obteve, em 1734, a investidura como Rei de Nápoles e da Sicília, tendo que deixar o trono de Parma aos Habsburgo. De partida para Nápoles decidiu, portanto, levar consigo (além, obviamente, do ouro da tesouraria ducal) todo o recheio das residências farnesianas - quadros, estátuas, cortinas e, até mesmo, camas e tapeçarias - alojando-o nos palácios napolitanos, principalmente na Reggia di Capodimonte. Também o palácio de Placência foi completamente esvaziado, só ficando para trás os estuques e os afrescos. Por outro lado, Carlos de Bourbon considerava-se (e efetivamente era) herdeiro da Casa Farnese, o que legitimava a sua ação; porquê deixar as coleções de família em mãos austríacas?  
Em 1748, porém, com o Tratado de Aquisgrão, o Ducado de Parma foi restituído à família na pessoa do irmão mais novo de Carlos, Filipe de Bourbon, o qual foi investido como novo duque. Quando este chegou ao ducado pediu ao irmão para lhe ceder a coleção Farnese, agora que o Estado estava de novo em mãos "amigas": Carlos fez orelhas de mercador. Filipe voltou-se, então, para o poderoso primo Luís XV, Rei de França, que intercedeu de bom grado, fazendo-lhe chegar, pelo menos, algum mobiliário e camas onde dormir.

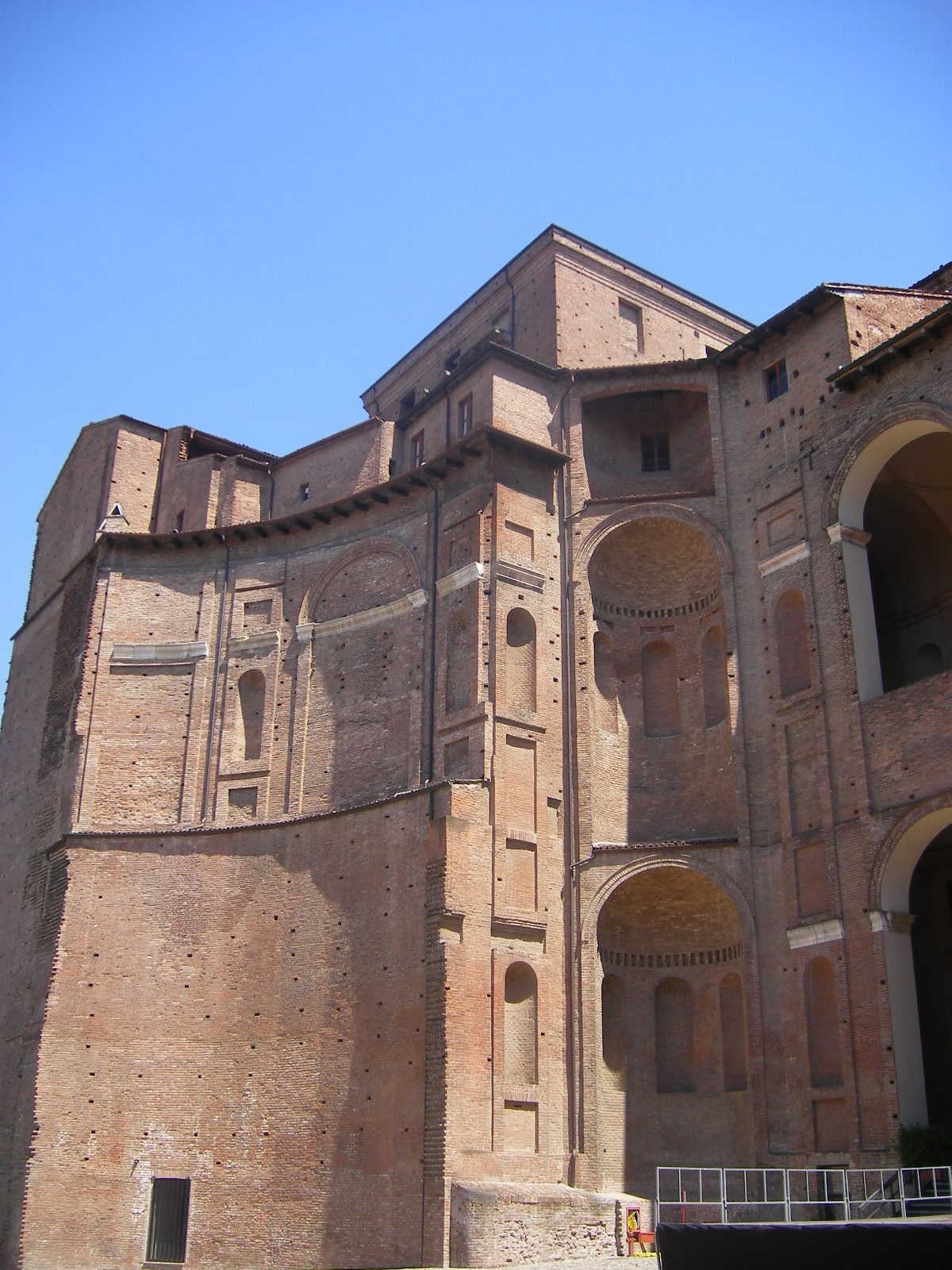
Aspeto do pátio do palácio.

O palácio, contudo, não foi recomeçado: em 1803, o pouco que tinha, foi novamente saqueado pelas tropas napoleónicas. Em 1822 foi usado como caserna da guarnição austríaca e, por fim, serviu de abrigo aos sem teto no final da Segunda Guerra Mundial.

### Recuperação
Em 1965 foi constituída a Ente per il Restauro e L'Utilizzazione di Palazzo Farnese ("Entidade para o Restauro e a Utilização do Palazzo Farnese"). Desde então, as intervenções no palácio evoluíram em duas direções:
- restauros à estrutura para a sua utilização como sede dos Musei Civici di Piacenza (Museus Cívicos de Placência) e de outras coleções. Os restauros estão, em grande parte, concluídos: resta somente a organização do segundo andar, a implementar quando se encontrar uma nova sede para os Arquivo do Estado;
- acordos (embora nem sempre exatamente pacíficos) com o Museu de Capodimonte para a restituição dos quadros originais do palácio removidos em 1734. Uma grande parte foi devolvida em 1928; nos últimos anos, a essa foram acrescentadas, a vários títulos (transferências, depósitos gratuitos, empréstimos), novas concessões com outras pinturas, que estão a devolver o palácio ao seu original esplendor.

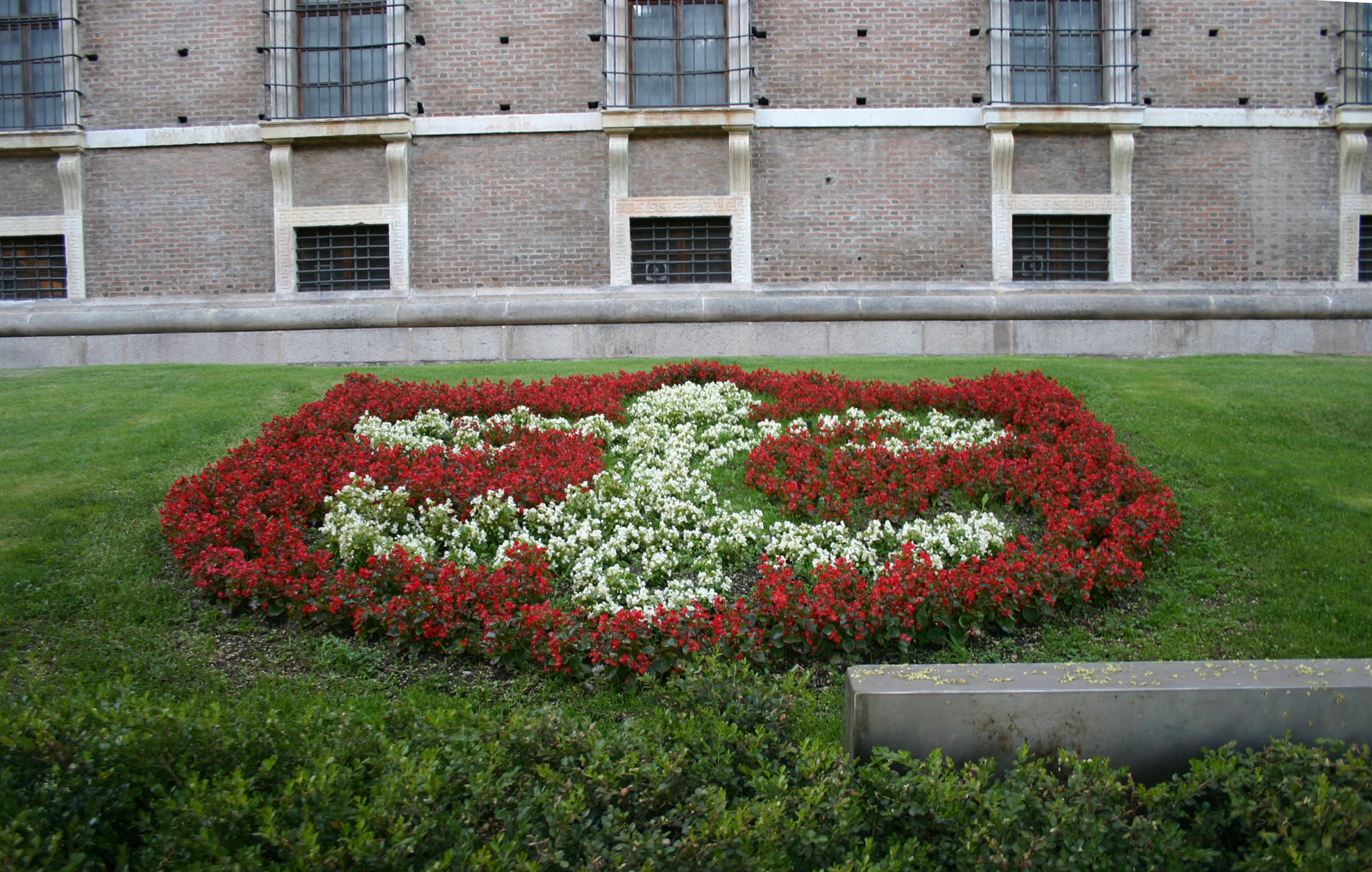
Brasão dos Farnese num canteiro frente ao palácio
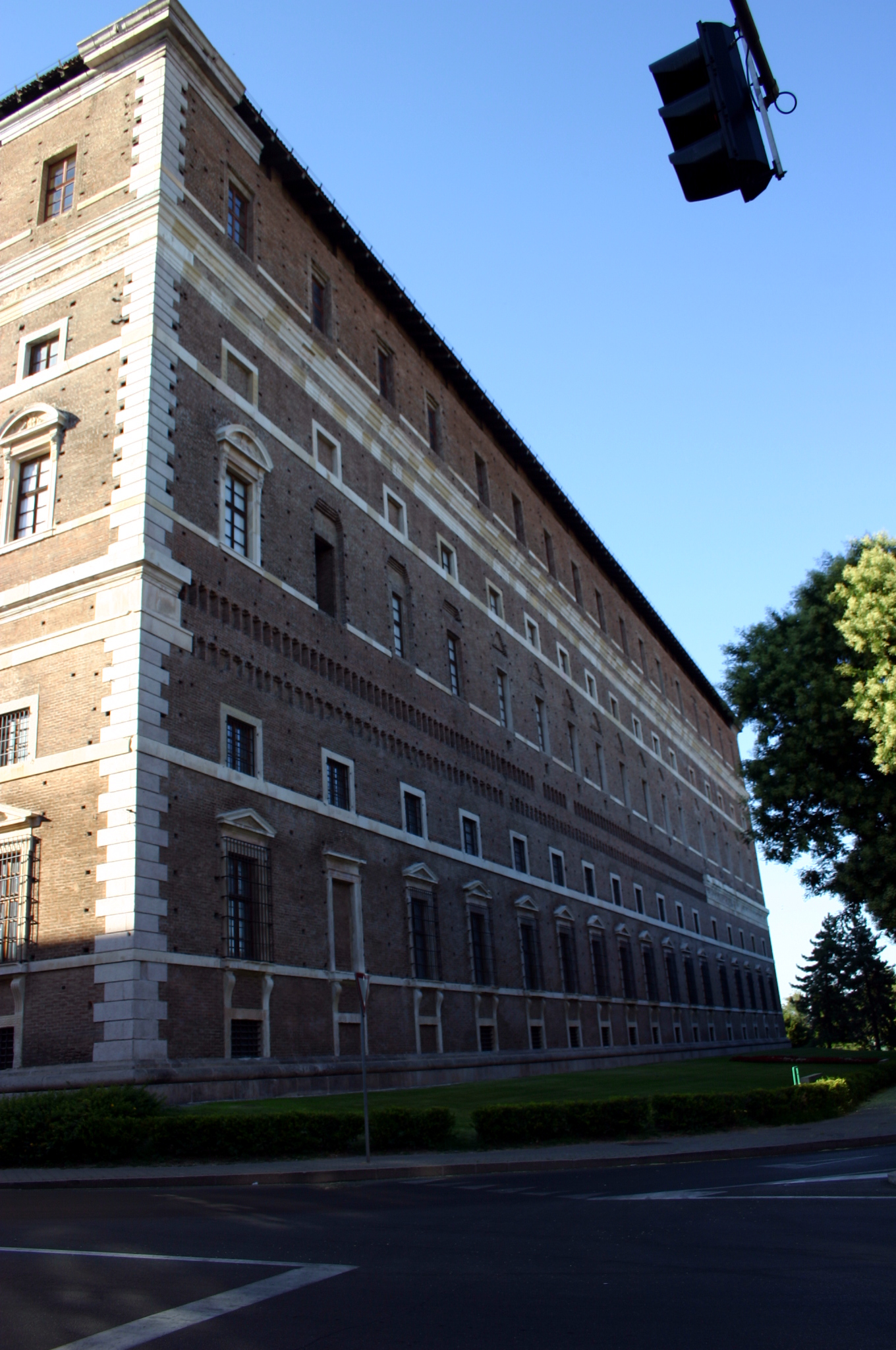
Vista da fachada
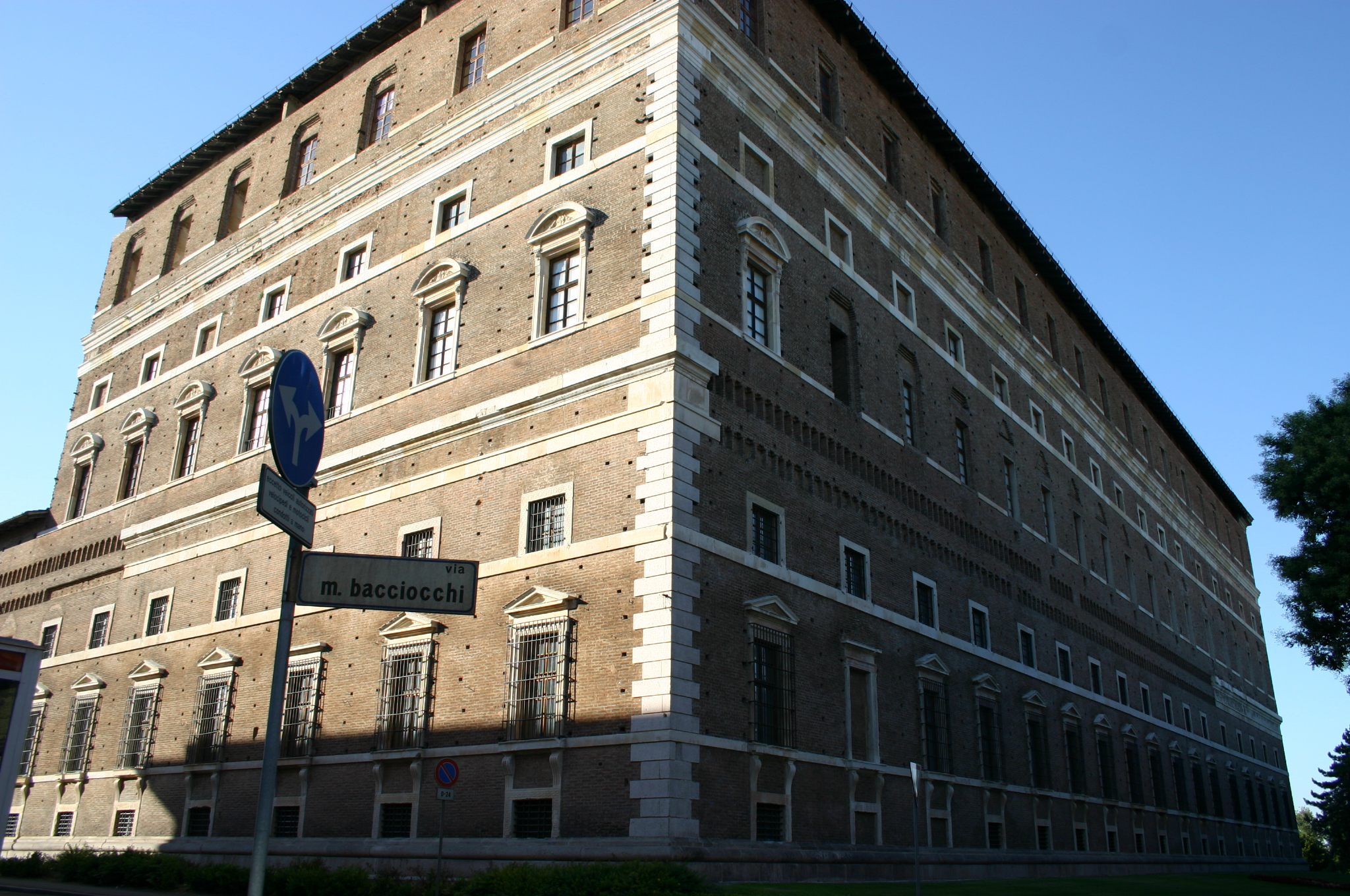
Esquina do palácio
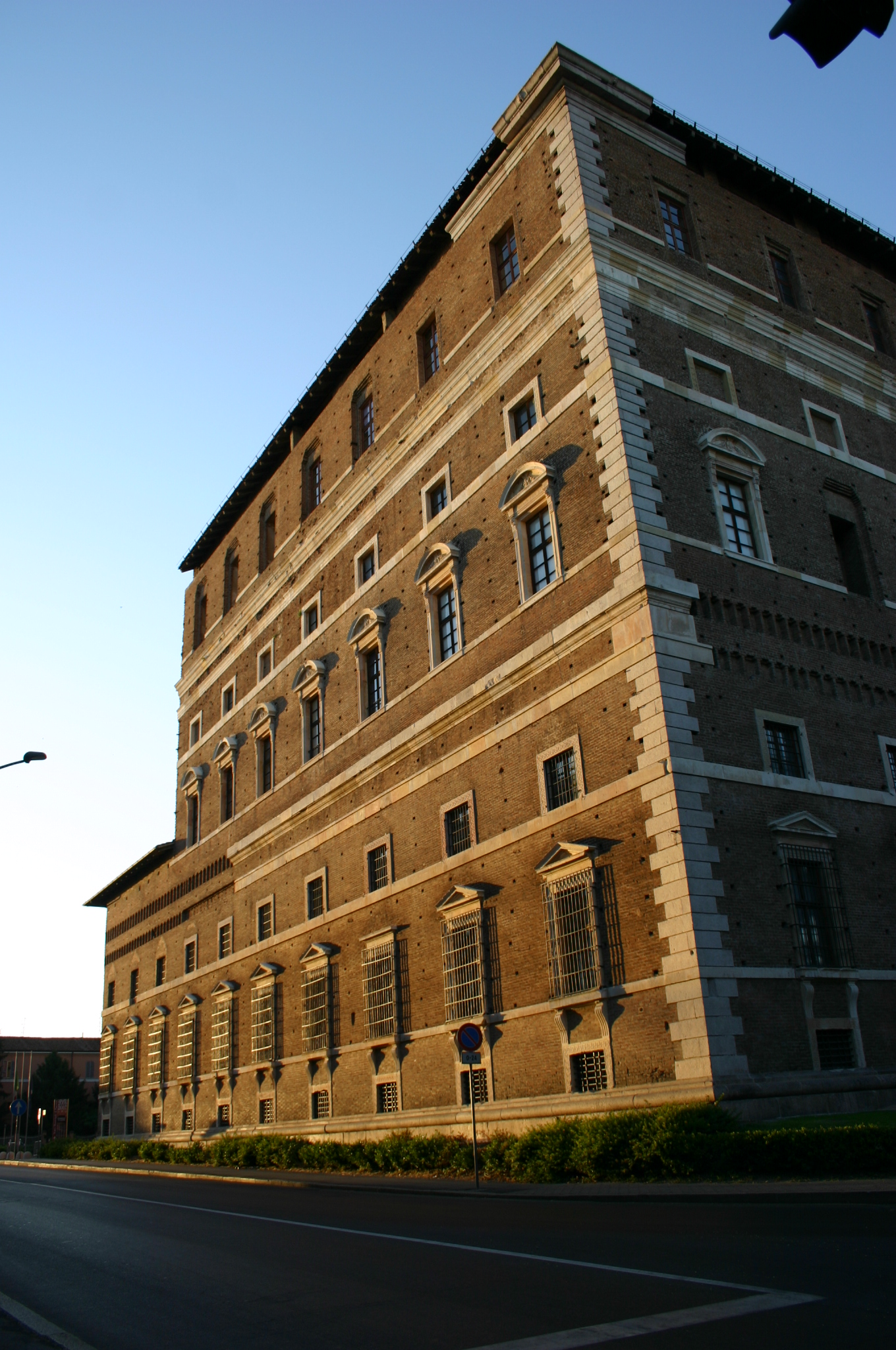
Esquina do palácio
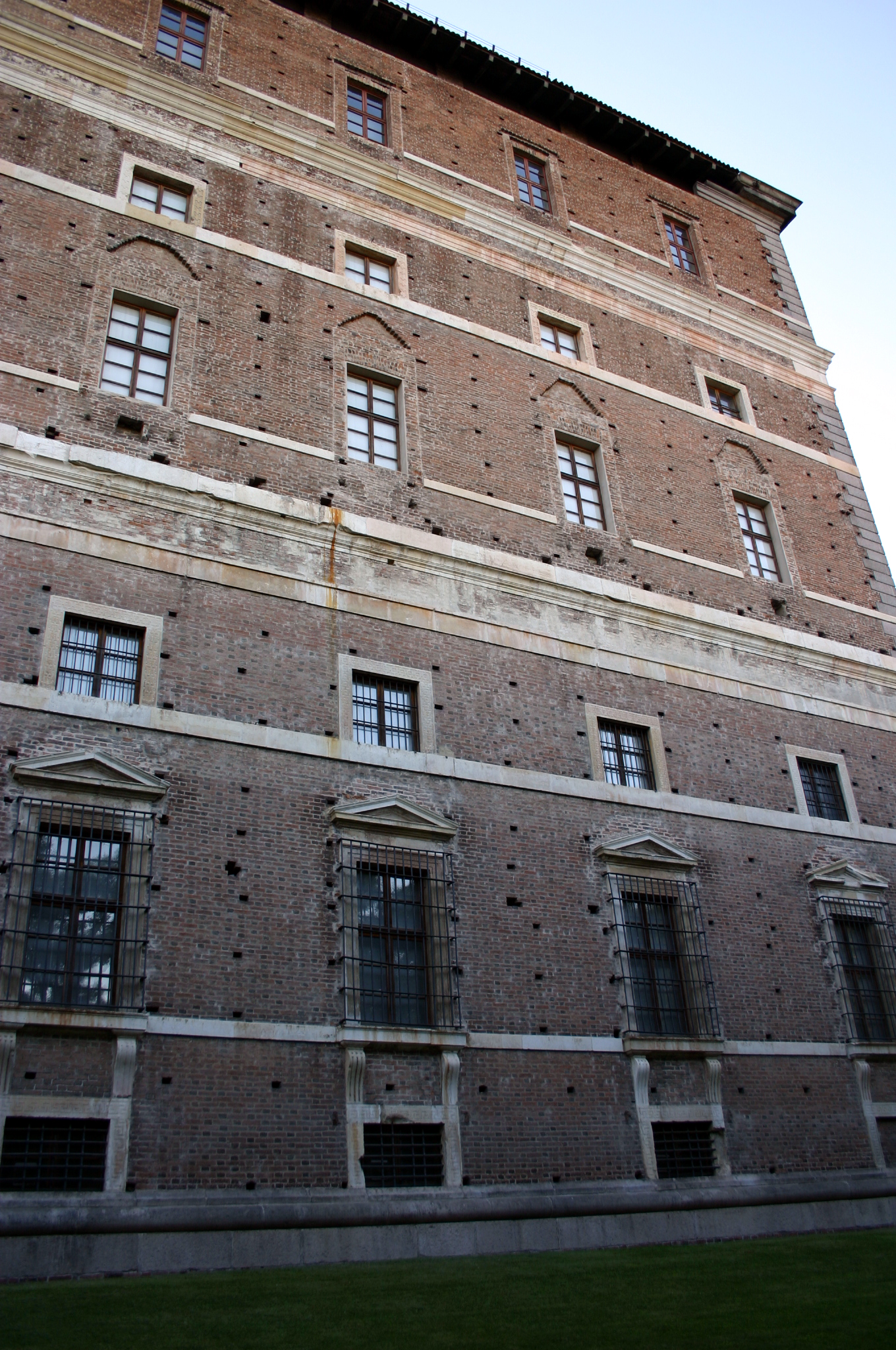
Detalhe da fachada

## Função e arte
Como já foi brevemente referido, o sítio mudou diversas vezes de função no decorrer dos séculos; melhor ainda, os projetos que se fizeram à sua volta modificaram-no, pelo menos teoricamente. Cidadela viscontea, fortaleza militar, palácio de representação: só a primeira e a última destas funções permanecem visíveis na incompleta  e imponente mole que se oferece ao viajante quando encara a cidade depois de ter superado o Po. 
O palácio não foi habitualmente habitado pelos duques com exceção do primeiro, Pierluigi Farnese: no entanto, este não residiu no palácio tal como ele agora se apresenta, mas sim na cidadela que flanqueia o edifício até hoje, a oeste, com a imponente ponte levadiça, a torre angular e a cerca muralhada. 
Deste modo, o palácio, durante o ducado farnesiano, servia de:
- Residência ducal, tanto para visitas normais como por necessidade (por exemplo, da Duquesa Maria Luísa, forçada a refugiar-se ali por ocasião dos motins de 1830 que a afastaram de Parma);
- Sede do Governador de Placência (pelo menos até à construção do Palácio do Governador de Lotario Tomba, finais do século XVIII) e dos gabinetes ducais;
- Residência de representação para os hóspedes ilustres;
- Graças à magnífica capela e às celebrações realizadas, centro de agregação da nobreza de Placência em torno do poder do duque.

A capela, não presente no projeto de Vignola, foi elaborada na década de 1590 por Bernardo Panizzari, dito il Caramosino. Servia de “igreja da nobreza”, que ali celebrava matrimónios e funções na presença dos duques (os quais, em geral, para as devoções quotidianas, utilizavam as capelinhas dos seus apartamentos).
Por outro lado, merecem ainda destaque os Faustos Farnesianos (“Fasti farnesiani”): verdadeira epopeia familiar encomendada a diversos pintores para celebrar as grandes personagens da Casa Farnese ao longo dos séculos, foram idealizados junto ao Apartamento Estucado (Appartamento Stuccato) como galeria que revigorasse o poder da família nos visitantes, na nobreza e nos súbditos.

## Planta do Palazzo Farnese
Ilustrações dos diversos pisos do edifício com a indicação das funções primitivas das várias salas.

### Piso subterrâneo

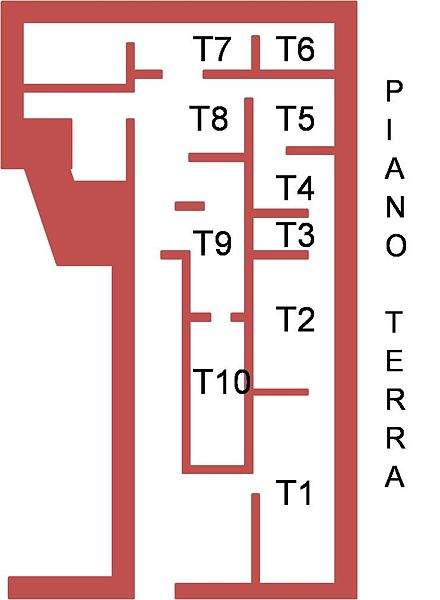
Planta do piso semienterrado.

Exposições hospedadas: Museu das Carruagens e Museu Arqueológico.
O piso subterrâneo destinava-se a acolher os alojamentos da criadagem, as cozinhas e os armazéns necessários para guardar os bens indispensáveis para a vida do palácio, como alimentos e lenha, por exemplo.
Salas
- T1.   Local de refeições para a criadagem;
- T2.   Cozinha grande do palácio (para a preparação dos banquetes oficiais);
- T3.   Lavatório e armazém para as louças com pequena cozinha (para refeições não oficiais);
- T4.   Sala com poço e monta-cargas para levar os alimentos aos andares superiores;
- T5.   Sala intermédia entre as cozinhas e os banhos;
- T6.   Sala de banho do duque;
- T7.   Fogueira (posicionada para facilitar a alimentação pelo aquecimento dos banhos)
- T8.   Sala de banho da duquesa e das damas em seguida
- T9.   Despensa
- T10.  Átrio de saída

### Mezzanino
Exposições hospedadas: Museu do Risorgimento.
Acolhia alojamentos e gabinetes dos funcionários ao serviço do duque.

### Piso realçado
Exposições hospedadas: Escultura, Secção medieval, Armaria, Faustos de Alessandro Farnese e do Papa Paulo III.
O piso realçado hospeda as salas de representação e os apartamentos do duque. O acesso é feito pela escadaria colocada entre as salas R1 e R2.
As salas R2-R3-R4-R5 constituíam o chamado “Appartamento alla cantonata” (ou de esquina), reservado aos duques até 1676, quando foi organizado o Apartamento Estucado (salas R7-R8-R9-R10), mais de acordo com o esplendor da Casa Farnese. Então, o appartamento alla cantonata tornou-se sede do Uditore di Corte (Auditor da Corte - um funcionário que "ouvia" os pedidos destinados ao duque e os transcrevia para documentos a apresentar mais tarde a Sua Alteza) e como antecâmara da Sala delle Udienze (Sala das Audiências).
Salas

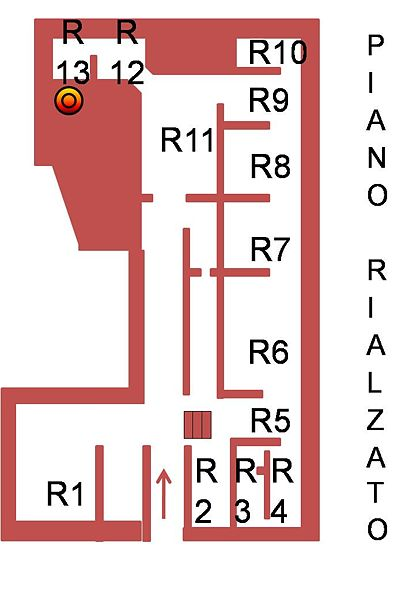
Planta do piso realçado.

- R1.  Sala dos guardas, ou dos alabardeiros;
- R2.  Sala chamada de “Camera d’Udienza” (Câmara de Audiência), sede do Auditor;
- R3.  Gabinete do Auditor;
- R4.  Pequeno desempenho. Ainda visível uma escada que levava ao guarda-roupa ducal (piso superior), testemunho da primitiva utilização deste espaço como parte do apartamento ducal.
- R5.  Segundo desempenho, cuja primeira função é desconhecida. Conseguido sob a escadaria de honra;
- R6. Primeira Antecâmara: é o maior salão deste piso e servia de “sala de espera” para os cortesãos que aguardavam audiência; aqui também se detinham as visitas oficiais (compostas por muitas pessoas) e servia, ainda, de salão de festas. Na abóbada da sala é possível admirar o afresco representante do "Triunfo da Caridade e da Fé" (época setecentista);
- R7. Segunda Antecâmara: passagem obrigatória para ser admitido à presença do duque (sala seguinte; era uma das quatro salas do Apartamento Estucado, apartamento embelezado por preciosos estuques encomendados por Ranuccio II (último quartel do século XVII). Daqui parte o ciclo de Faustos farnesianos, série de pinturas que celebravam os principais expoentes da dinastia: têm aqui colocação os Faustos do Duque Alessandro Farnese;
- R8.   Sala do Trono, lugar onde os duques recebiam as personalidades e as audiências;
- R9.   Antecâmara privada: desempenho que fazia de introdução à Alcova (R10) e ao Quadrone (R11)
- R10. Alcova: era a câmara de leito do duque, composta por uma câmara de leito e um estúdio. É certamente o lugar mais luxuoso do palácio, mesmo porque naquele tempo as câmaras de leito dos soberanos eram lugar de audiência para os cortesãos mais íntimos: não por acaso, estão aqui expostos os Faustos dedicados ao Papa Paulo III;
- R11. Quadrone, assim chamado pela sua forma quadrada. A sua função era de sala para as refeições ducais não oficiais;
- R12. e
- R13. Pequenas cozinhas e alojamento da criadagem da duquesa, cujos apartamentos estavam no piso superior.

### Primeiro andar

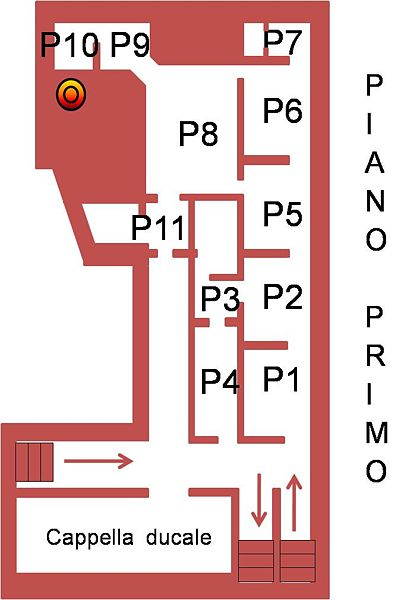
Planta do primeiro andar.

Exposições hospedadas: Faustos de Isabel, Pinacoteca e Capela Ducal.
Hospedava os apartamentos da duquesa e algumas salas utilizadas para "encontros de família". Tem acesso pela escadaria de honra.
Salas
- P1. Constituía a primeira antecâmara deste piso e, por vezes, de salão de festas;
- P2. Segunda antecâmara (ou Câmara dos Cavaleiros): à esquerda, as salas que alojavam a nobreza que prestava serviço à duquesa. Na abóbada, afresco do Carro da Aurora;
- P3. e
- P4. Salas reservadas aos Auditores da Duquesa (ver apresentação do piso realçado);
- P5. Sala das audiências da duquesa;
- P6. Esta era a antecâmara da alcova, ornada por brocados. A partir desta sala iniciam-se os Faustos de Isabel Farnese;
- P7. Alcova da Duquesa: ver Alcova do Duque (sala R10);
- P8. Quadrone (para o nome, ver sala R11): em geral usada como desempenho, por vezes hospedava as ceias informais da família ducal;
- P9. e
- P10. Salas à disposição das damas nobres que prestavam serviço à duquesa. Tinha acesso através da escada. Ao lado das escadas, poço central que garantia o acesso à água a todo o palácio.

## Os Faustos Farnesianos
Os Faustos Farnesianos são, de um ponto de vista pictórico, um verdadeiro monumento de celebração da dinastia Farnese. Desempenham duas necessidades diferentes, ambas bem presentes no mecenato das famílias principescas italianas:
1. necessidade de afirmar os títulos e os méritos familiares;
2. necessidade de mostrar tais títulos e méritos aos súbditos, à nobreza e ais soberanos estrangeiros.

Nesta ótica, o ciclo dos Faustos torna-se numa verdadeira obra de propaganda “ante litteram” através da representação dos principais protagonistas da Casa e das suas mais importantes feitos. Esta operação é evidente nos dois primeiros ciclos, encomendados por Ranuccio II. Atestam-no: 
1. a escolha das personalidades a apresentar:
  - o Papa Paulo III
  - o Duque Alessandro
  - num segundo momento, Isabel Farnese
2. a confiança da encomenda (pelo menos inicialmente) a um único pintor, Sebastiano Ricci.
3. o desenvolvimento  de um espaço expositivo orgânico como o Apartamento Estucado.

Tal apartamento foi preparado entre 1680 e 1685: a valiosa decoração em estuque foi pensada para alojar as diversas telas dos dois ciclos. A esta operação não foi, certamente, estranho Bibbiena, cenógrafo da corte, então em atividade na cidade.
O primeiro e o segundo ciclos são, assim, coevos (último quartel do século XVII), enquanto o último é do primeiro quartel do século XVIII. Na ilustração dos Ciclos não se focam as biografias das personagens, cuja leitura mais aprofundada deve ser remetida para os respetivos artigos.

### Faustos de Paulo III

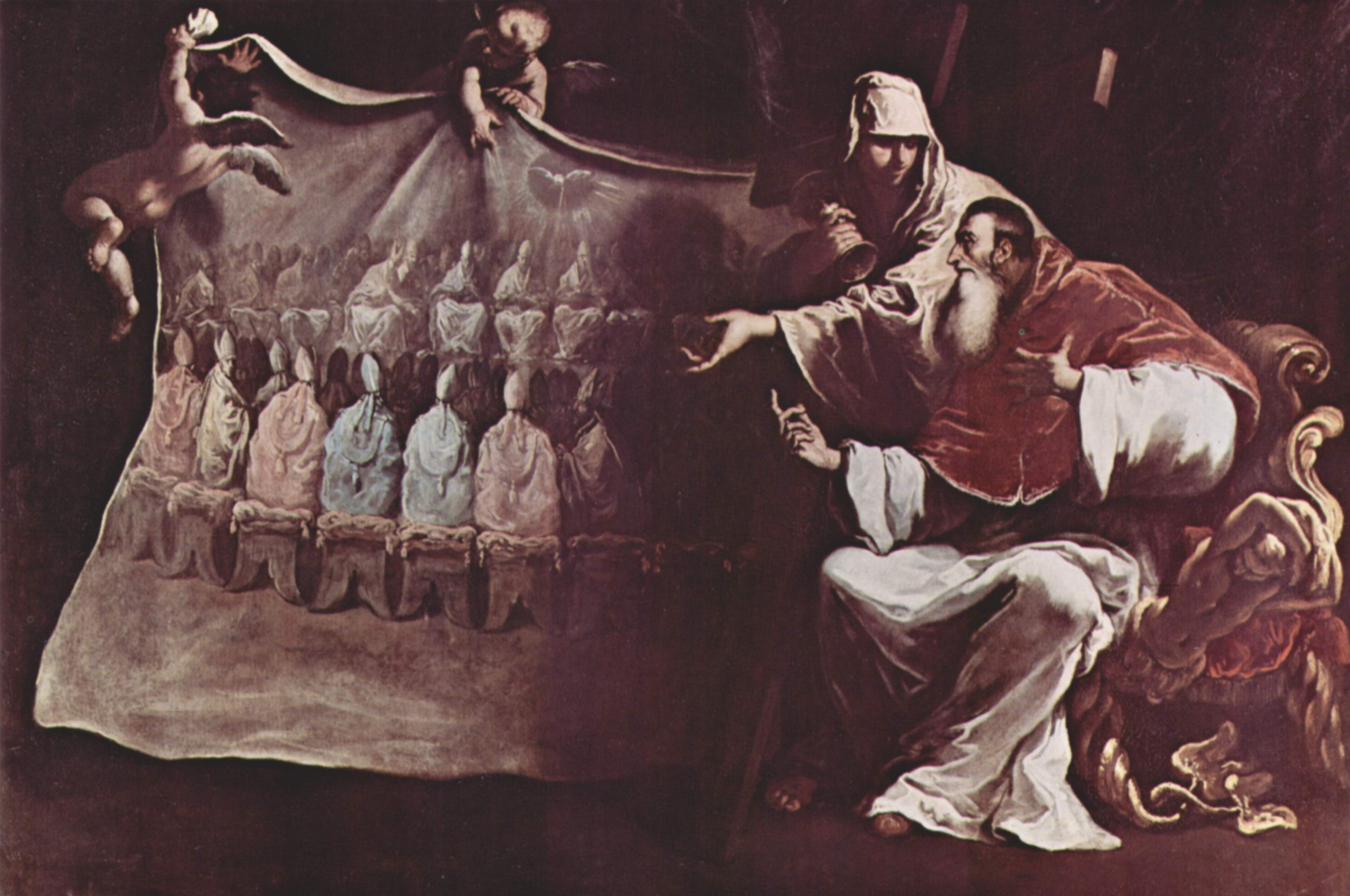
Faustos de Paulo III, por Sebastiano Ricci.

Encomendados por Ranuccio II (1630-1694), têm a função de celebrar o verdadeiro fundador do poder farnesiano. De facto, Paulo III (1468-1549) ao destacar, em 1545, Parma e Placência do Estado da Igreja, com a Bula “Apostolicae Sedis”, e ao atribuir estes territórios ao filho Pierluigi, foi o iniciador da independência e da grandeza dos Farnese, não mais nobres da região do Lácio mas soberanos de um Estado autónomo. 

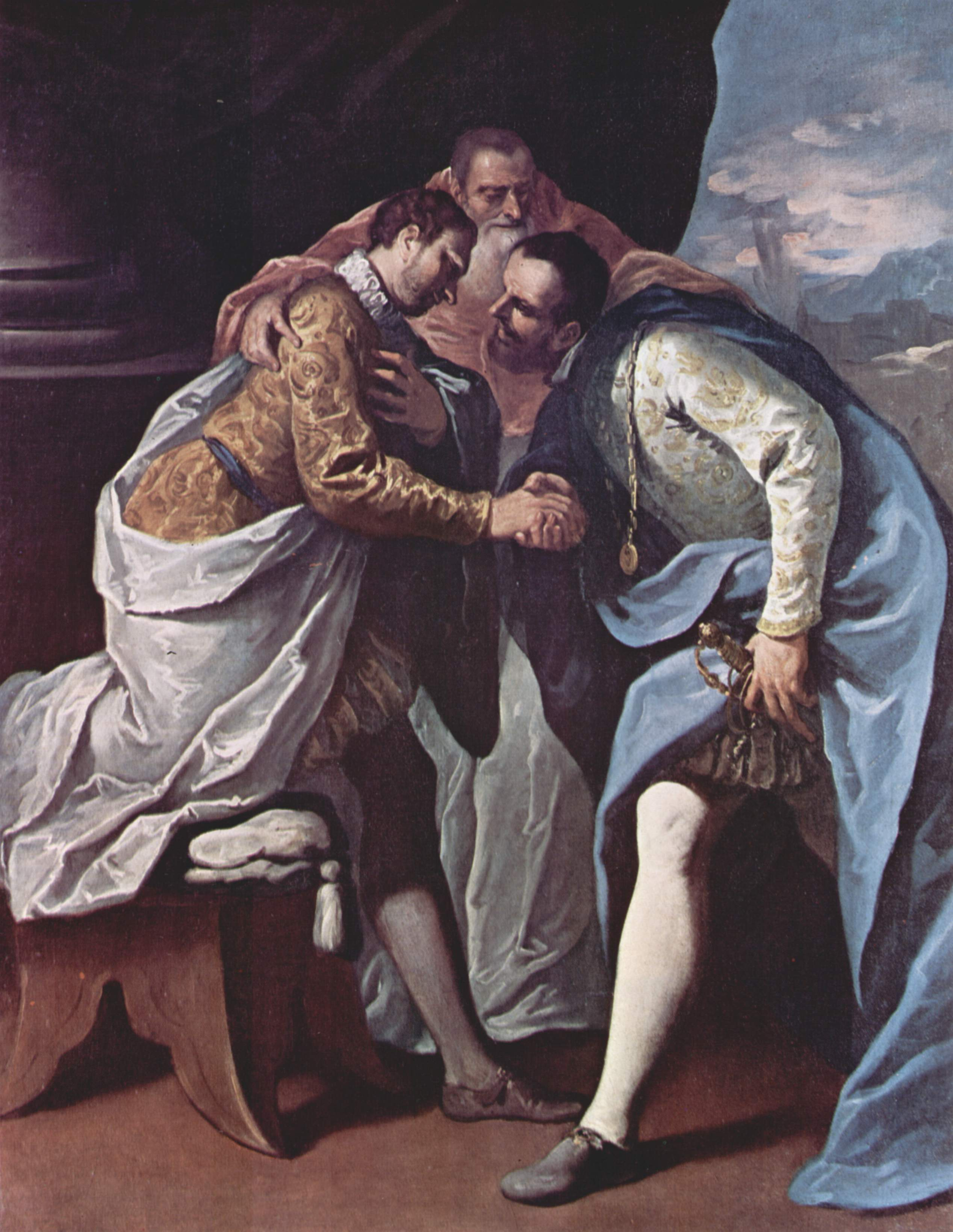
Faustos de Paulo III, por Sebastiano Ricci.

Porém, estes Faustos (pintados entre 1685 e 1687) não colocam a mão sobre este aspeto: seria demasiado “localístico” restringir a ação do Pontífice só a esta doação. Realmente, o ciclo – apesar de apresentar algumas telas respeitantes ao ato fundador do ducado – mostra sobretudo a ação espiritual de Paulo III, insistindo de modo particular na convocação do Concílio de Trento. De seguida, elencam-se as principais telas pertencentes a este ciclo, inteiramente executadas por Sebastiano Ricci:
- Nomeação de Pierluigi Farnese como Duque de Parma e Placência;
- Aprovação da construção do Castelo de Placência;
- Paulo III reconcilia Carlos V e Francesco I
- Paulo III inspirado pela Fé a convocar o Concílio de Trento;
- Paulo III aprova a Ordem dos Jesuítas;

No total, o ciclo consta de 17 telas (todas de Ricci), mais duas posteriores por Spolverini (ver os Faustos de Isabel).

### Faustos de Alessandro
Filhos da mesma encomenda a que se deve o ciclo de Paulo III, estes Faustos fazem conjunto com os anteriores. Lá, na pessoa do Pontífice, a própria igreja foi glorificada e – com essa – a dimensão espiritual do poder. Aqui, pelo seu lado, na pessoa de Alessandro Farnese (1545-1592), terceiro Duque de Parma e Generalíssimo do exército espanhol na guerra da Flandres, foi exaltada a componente histórico-militar da glória da Casa Farnese. Celebrando este grande condottiero, a dinastia afirma a própria fidelidade ao Sacro Império Romano-Germânico e justifica/invoca a sua proteção. Este ciclo foi iniciado por Ricci mas deve-se principalmente a Giovanni Evangelista Draghi, além de alguns outros pintores menores. As obras principais são:
- A discórdia inflama os ânimos, de S. Ricci;
- Alessandro assiste à destruição da Invencível Armada, de G.E. Draghi;
- Alessandro recebe o estoco pontifício, de G.E. Draghi;
- Alessandro recebe a nomeação de comandante do exército espanhol, de G.E. Draghi;

No total, o ciclo consta de 23 telas (20 de Draghi, 2 de Franceschini e 1 de Ricci), mais 4 posteriores de Spolverini. Em algumas telas podem ver-se intervenções de Brescianino.

### Faustos de Isabel
Este ciclo pode parecer, à primeira vista, bastante estranho. Isabel Farnese (1692-1766) era a última herdeira da ilustre família: em 1714 foi dada como esposa ao Rei de Espanha, Filipe V, tornando-se assim Rainha de Espanha: os Faustos de Isabel são, de facto, inteiramente dedicados a este matrimónio. A Casa Farnese não tinha outros rebentos a quem transmitir títulos e bens se não aqueles nascidos de Isabel e do seu consorte: porquê celebrar a extinção da dinastia por via masculina? Porquê dedicar todo um ciclo a este - segundo a mentalidade moderna – triste epilogo? A resposta está no facto de, segundo a mentalidade da aristocracia da época, isto não ser um epílogo, mas podia bem ser um novo importante capítulo da saga farnesiana. Por exemplo, numa época onde a precedência e os títulos eram considerados importantíssimos, um varão da Casa Farnese tinah direito a ser tratado por “Alteza Sereníssima”, um Farnese-Bourbon filho de rei tinha direito a ser chamado de “Alteza Real” e “Infante de Espanha”, além de Duque de Parma. Na Corte de Parma tinha-se a nítida sensação que as potências europeias não iriam permitir à Espanha anexar o ducado: certamente, esse seria confiado a um dos filhos do casal real, tanto mais que na época o herdeiro ao trono espanhol era o filho do primeiro casamento de Filipe V, Fernando (que assim não podia aspirar a suceder como duque não sendo filho de Isabel). De facto, seguiu-se o que ficou registado na história.
Ainda mais importante, um Farnese-Bourbon tinha um círculo de parentesco, de aderências, de possibilidades e de proteções incomparavelmente mais elevada que um simples Farnese; estes últimos contariam com ilustres parentes como os Duques de Mântua e de Modena; um Farnese-Bourbon teria relaçõs próximas com os Reis de Nápoles, França, Portugal, Baviera e Áustria (ainda que naquele tempo e naqueles círculos as ligações de sangue só tivessem valor quando eram oportunas.
Em 1714, o duque Francesco encarregou o pintor Ilario Spolverini de executar as telas para celebrar esta importante ligação. Entre estas, assinalam-se:
- A entrada em Parma do Cardeal Gozzadini (celebrante do matrimónio por procuração);
- O abandono da Rainha Isabel da Corte de Parma;

O ciclo consta de 7 telas, todas de Spolverini.

### Destino dos Faustos
Como citado na secção histórica, o palácio foi abandonado por Carlos de Bourbon, filho de Isabel e Duque de Parma antes de ser Rei de Nápoles. e partida para a nova capital, decidiu levar consigo a “sua” quadraria, alojando-a na Reggia di Capodimonte. Uma pequena parte foi, depois, deixada ao seu irmão Filipe, novo Duque de Parma e Placência. Em 1928 foi efetuada uma restituição mais substancial, à qual se seguiram outras até aos nossos dias. Aqueles poucos quadros que faltam (por estarem alojados noutros museus) foram substituídos por cópias monocromáticas dos originais, a fim de dar ao visitante a integral reconstituição da quadraria do palácio.

## Capela Ducal
Também chamada “del Caramosino” ou “Cappella grande”; este sobrenome deixa, só por si, entender a função deste espaço, que se encontra no lado sul do primeiro andar: capela grande por ser de representação, em oposição às pequenas capelas presentes nos apartamentos do duque e da duquesa que, para as devoções quotidianas, usavanm estas últimas, mais cómodas e íntimas. Assim, a capela grande não nasce para o uso quotidiano, mas sim para as funções que simbolizam o governo central do duque nos confrontos da cidade e da sua aristocracia; em suma, um edifício sacro que fizesse de contraponto à catedral: esta para a cidade, a capela para a corte farnesiana. Ignora-se o arquiteto que a idealizou primeiro; de certo, nos projetos de Vignola (1568) não estava presente. Vem citada pela primeira vez por Bernardo Panizzari, dito o “Caramosino”, que numa carta de 1595 pergunta ao duque qual a decisão tomada sobre a construção. Essa foi, sem dúvida, aprovada e a capela terminada entre 1599 e 1602. A planta central, de forma octogonal com quatro absides e dois balcões (órgão e coro), é dominada por um tambor ornado com preciosos estuques. O ambiente impressiona pela pureza e harmonia das linhas. Renovada várias vezes nos mobiliários, sabemos que a corte assistia aqui às missas durante as solenidades religiosas (quando o duque estava em Placência) e a nobreza celebrava – na presença do soberano – as próprias funções´, como matrimónios e baptismos. Também esvaziada por Carlos de Bourbon, foi restaurada recentemente e acolhe agora uma sala de conferências.

## Galeria de obras expostas nos Museus Cívicos

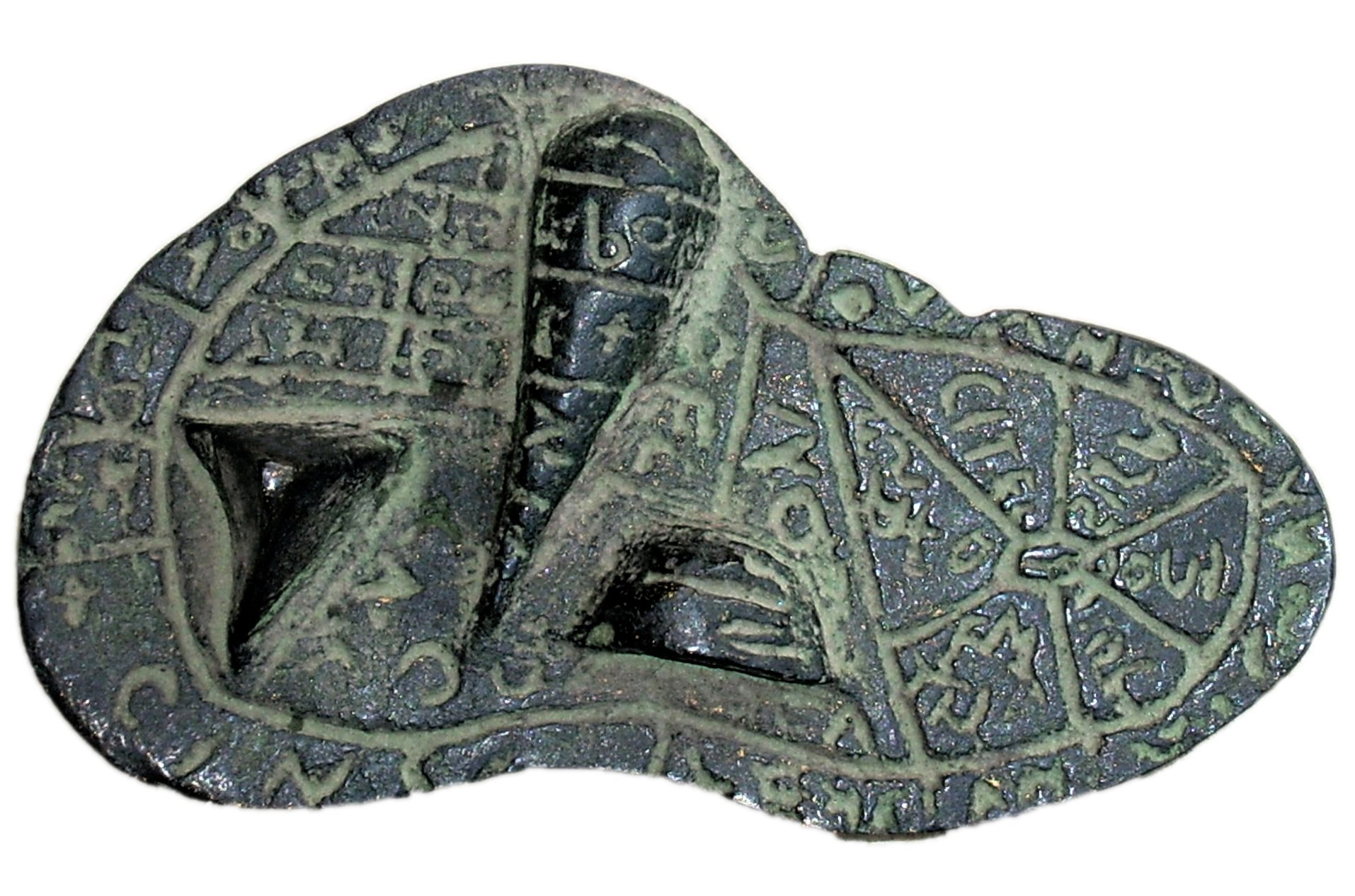
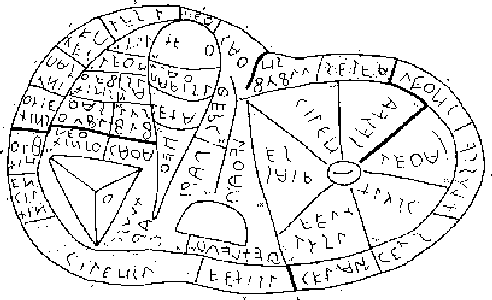
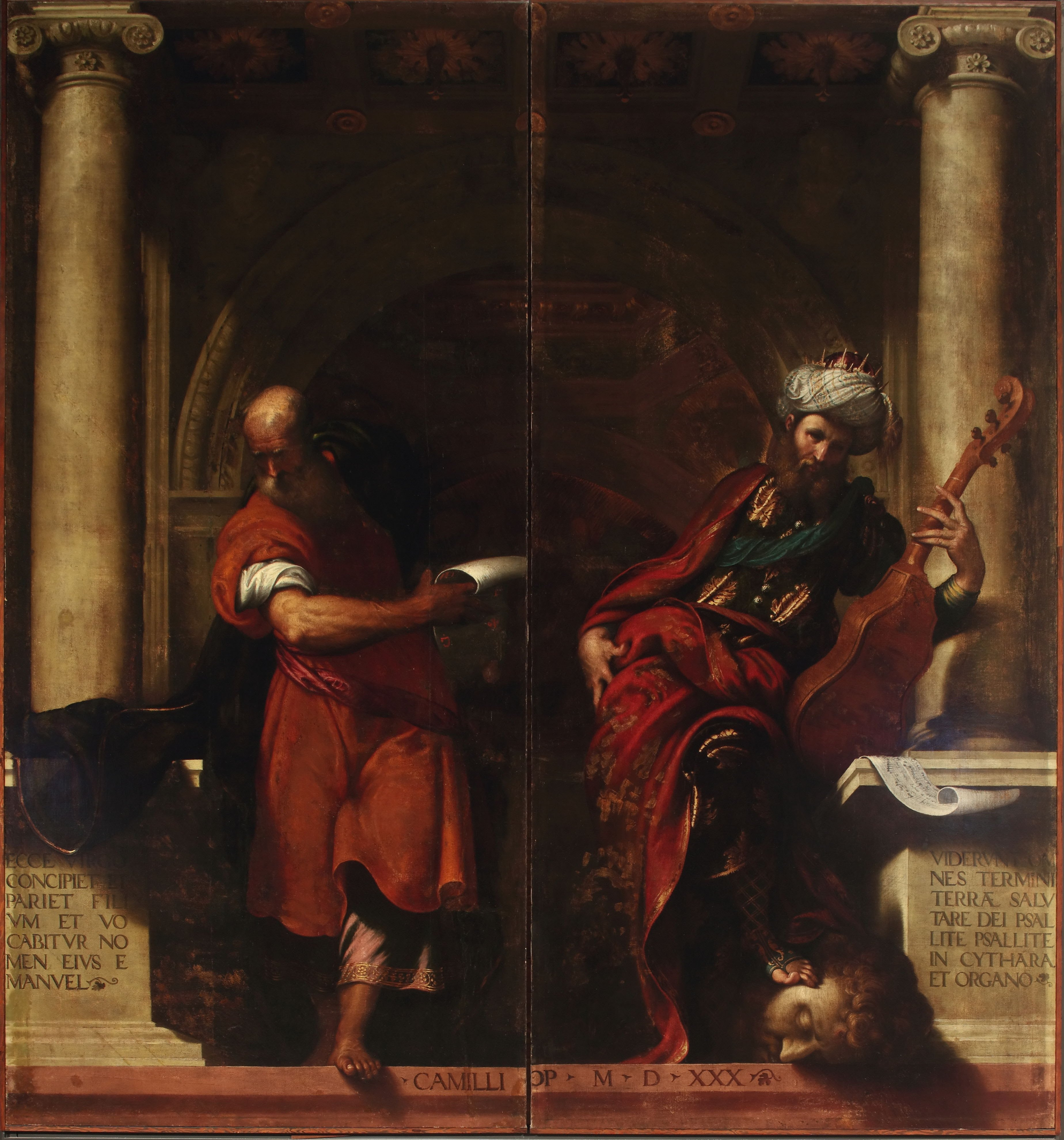
O profeta Isaías e o rei David de Boccaccino